# 多夫布尚卡山
48°25′30″N 24°22′36″E / 48.42500°N 24.37667°E

多夫布尚卡山是烏克蘭的山峰，位於該國西部，處於伊萬諾-弗蘭科夫斯克州，屬於烏克蘭喀爾巴阡山脈中戈爾加內山脈的一部分，海拔高度1,755米。